# Doxomysis algoaensis
Doxomysis algoaensis is een aasgarnalensoort uit de familie van de Mysidae. De wetenschappelijke naam van de soort is voor het eerst geldig gepubliceerd in 2000 door Wooldridge & Mees.